# Lästigkeitsprämie
Als Lästigkeitsprämie wird in der juristischen Umgangssprache eine Prämie bezeichnet, die für die Aufgabe einer formal bestehenden, wirtschaftlich jedoch wertlosen Rechtsposition verlangt wird. Eine solche Forderung verstößt in der Regel gegen nebenvertragliche Schutz- und Treuepflichten und kann Schadensersatzansprüche wegen rechtsmissbräuchlichen Verhaltens auslösen.

## Beispiele

### Zwangsvollstreckung
Häufigstes Beispiel ist die Forderung einer Lästigkeitsprämie durch einen nachrangig gesicherten Grundpfandgläubiger (sog. Schornsteinhypotheken). Aufgrund der Nachrangigkeit haben diese Gläubiger häufig keine realistische Aussicht, Erlöse aus einer Zwangsversteigerung des betroffenen Grundstücks zu erzielen. Durch ihre formale Position sind sie jedoch in der Lage, einen potentiell ertragreicheren freihändigen Verkauf der Immobilie zu verhindern. Der nachrangig gesicherte Gläubiger kann in solchen Fällen von dem vorrangig Gesicherten eine Lästigkeitsprämie verlangen, um dem freihändigen Verkauf zuzustimmen.
Das OLG Schleswig hat hierzu jedoch entschieden, dass nachrangige Gläubiger u. U. nicht nur zur Rückzahlung der geforderten Lästigkeitsprämie, sondern außerdem zur Zahlung von Schadenersatz verpflichtet sein können, wenn sie ihre Zustimmung zu einem freihändigen Verkauf einer Immobilie von der Zahlung einer Geldprämie abhängig machen. Der bloße Vollstreckungszugriff begründe eine gesetzliche Sonderbeziehung privatrechtlicher Art zwischen Schuldner und Gläubiger und löse Rücksichtnahmepflichten aus. Im vorliegenden Fall ging es um den Verkauf einer Immobilie, die wertausschöpfend durch eine erstrangige, und außerdem durch eine weitere, zweitrangige, Grundschuld besichert war. Der freihändige Verkauf scheiterte an der fehlenden Zustimmung des zweitrangig eingetragenen Gläubigers, so dass es schließlich zur Zwangsversteigerung kam. Hierbei wurde nur ein Fünftel des Marktwerts erzielt. Das OLG Schleswig warf dem nachrangigen Gläubiger daraufhin Rücksichtslosigkeit vor und verurteilte ihn zum Schadenersatz in Höhe der Differenz zwischen dem Versteigerungserlös und dem erwarteten freihändigen Verkaufserlös.
Indem der Bundesgerichtshof die Zahlungen einer Lästigkeitsprämie aus der Insolvenzmasse als  insolvenzzweckwidrig und nichtig ansieht,  sanktioniert er die unlauteren Bemühungen von Gläubigern, deren Grundpfandrechte offensichtlich wertlos seien, durch Ausnutzung formaler Rechtspositionen eine vorrangige Befriedigung bloßer Insolvenzforderungen in ersichtlich dem Grundsatz der Gläubigergleichbehandlung widersprechender Weise zu erreichen. Anders ist es zu beurteilen, wenn der Betrag ausschließlich zu Lasten eines damit einverstandenen vorrangigen Grundpfandgläubigers geht.
Die Pflicht des Gläubigers zur Freigabe von Sicherheiten aus Treu und Glauben und zur Rücksichtnahme auf die Interessen des Schuldners wird in anderen obergerichtlichen Entscheidungen und in der Literatur aus schuldrechtlichen Beziehungen zwischen Schuldner und Gläubiger abgeleitet.
Der nachrangig gesicherte Gläubiger ist jedoch nicht verpflichtet, die Löschung seines Sicherungsrechts zu bewilligen.

### Gesellschaftsrecht
Sogenannte Berufskläger versuchen mit der Drohung von Anfechtungsklagen gegen Beschlüsse von Hauptversammlungen von Aktiengesellschaften Lästigkeitsprämien zu erhalten.